# David Rott

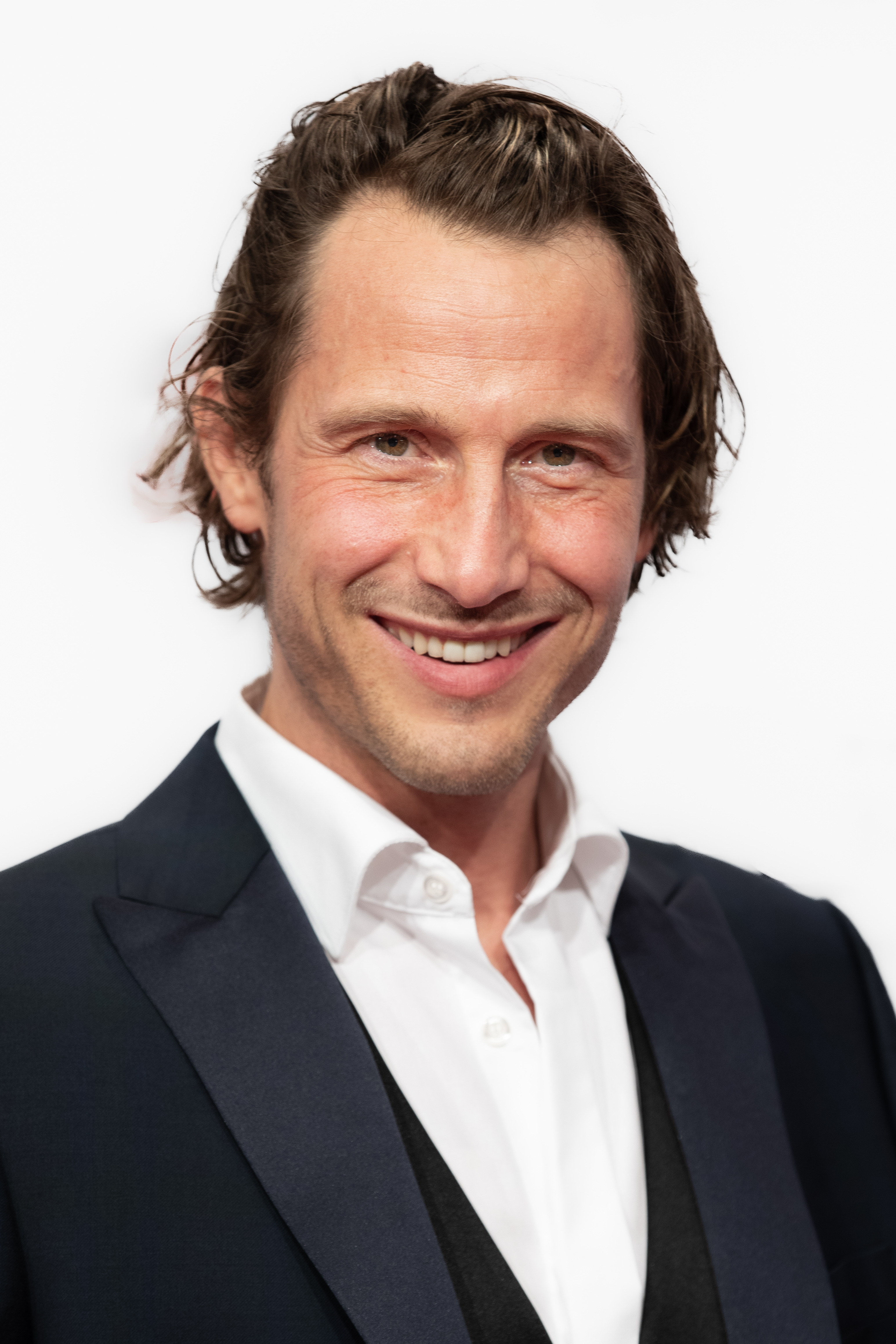
David Rott, 2020

David Rott (* 1. September 1977 in Leverkusen) ist ein deutscher Schauspieler. Er begann 1998 seine Karriere am Theater und spielte unter anderem am Wiener Burgtheater und am Deutschen Theater Berlin. Seinen Durchbruch als Filmschauspieler hatte er 2003 als Draufgänger und Mädchenschwarm Torge in Marco Kreuzpaintners Ganz und gar. Seitdem trat er in über 70 Film- und Fernsehproduktionen vor die Kamera.

## Leben

### Herkunft, Ausbildung und Privates

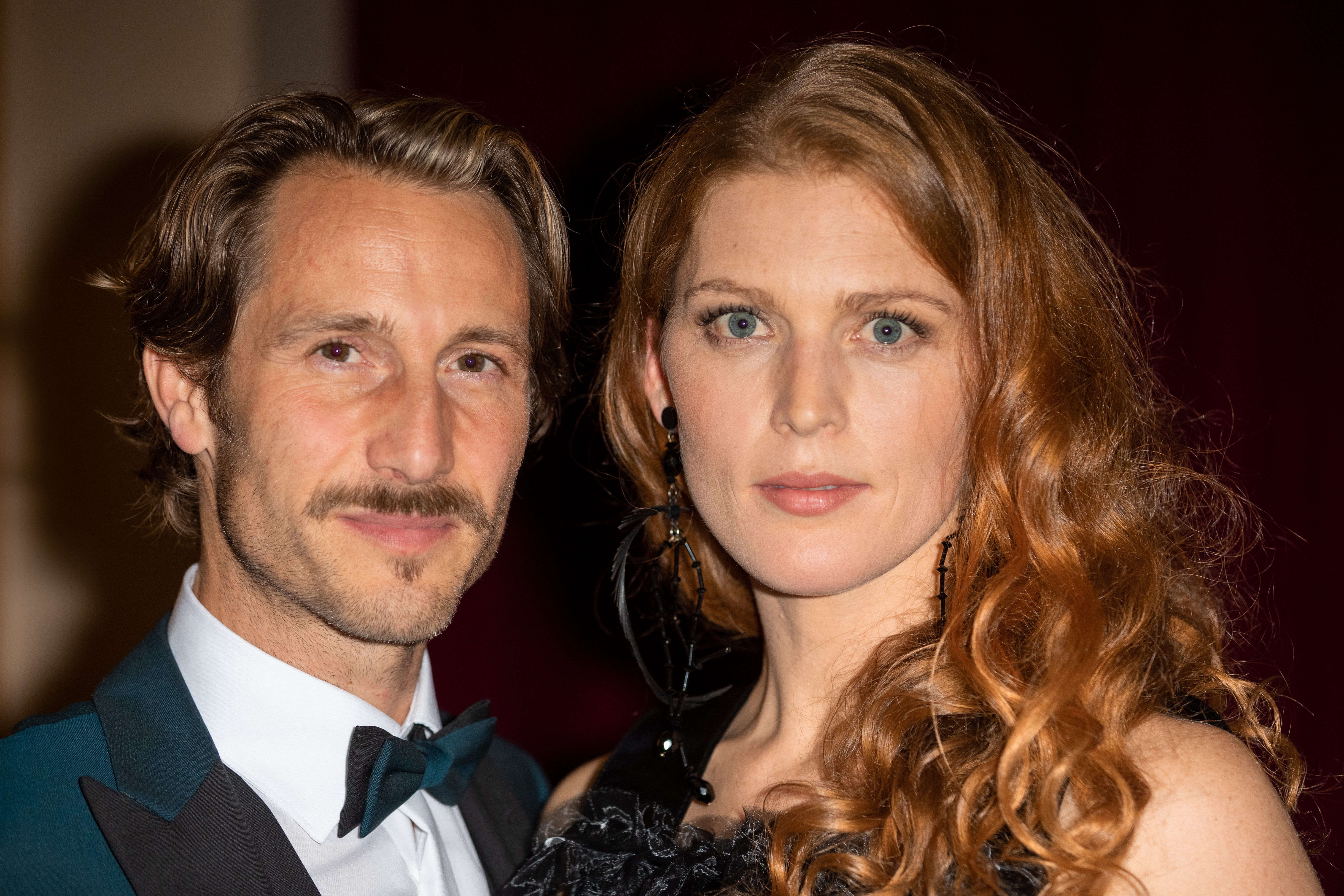
David Rott mit seiner Frau Elena, 2019

David Rott wuchs in Brarupholz auf und besuchte bis 1997 die Freie Waldorfschule Eckernförde. Seine Schauspielausbildung absolvierte er am Max-Reinhardt-Seminar in Wien.
Rott hat fünf Kinder, eine Tochter und drei Söhne. Ein weiteres Kind hat seine Frau Elena aus ihrer ersten Beziehung mitgebracht. Er lebt gemeinsam mit ihnen und seiner Frau Elena auf dem Land in Wackernheim.

### Theater
1998 debütierte Rott bei den Bregenzer Festspielen in Nikolaus Windisch-Spoerks Inszenierung Hölderlin. Klaus Maria Brandauer holte ihn 1999 für Gastengagements an das Salzbergwerk Altaussee und zum Musikfest Bremen, wo er ihn in seinen Aufführungen Spiel im Berg und in Henrik Ibsens Peer Gynt spielen ließ. Zur Jahrtausendwende kam er an das Burgtheater Wien, wo er unter anderem als festes Ensemblemitglied in Christina Paulhofers Inszenierung von Frank Wedekinds Frühlings Erwachen spielte. Die Fachzeitschrift Theater heute nominierte ihn für seine dortige im Stück gezeigte schauspielerische Leistung als „besten Nachwuchsdarsteller des Jahres 2000/2001“. Von 2001 bis 2003 war Rott am Deutschen Theater Berlin. Am Schauspielhaus Zürich war er 2003 in Christina Paulhofers Inszenierung The Mercy Seat von Neil LaBute zu sehen. In der Spielzeit 2005/06 war er Ensemblemitglied am Schauspielhaus Zürich. Von 2008 bis 2011 war er am Bayerischen Staatsschauspiel in München als Romeo in Romeo und Julia zu sehen.

### Film und Fernsehen

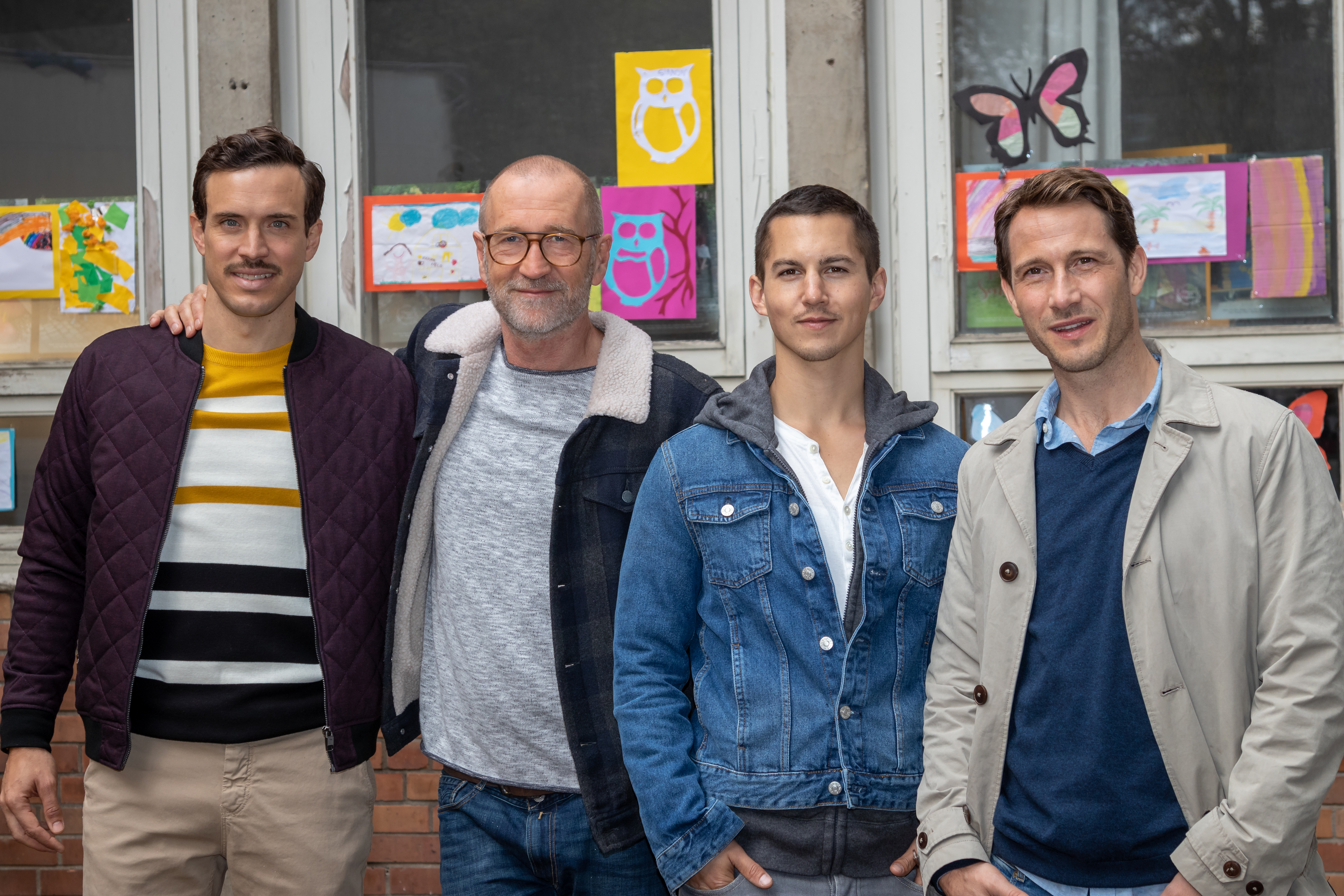
David Rott bei den Dreharbeiten von Väter allein zu Haus (rechts außen, 2018)

2003 gab Rott sein Filmdebüt unter der Regie von Marco Kreuzpaintner in der Tragikomödie Ganz und gar, wo er die Hauptrolle des Draufgängers und Mädchenschwarms Torge übernahm, für die er mit dem Max-Ophüls-Preis als „bester Nachwuchsdarsteller“ ausgezeichnet wurde. In der von Sherry Hormann inszenierten Filmkomödie Männer wie wir spielte er 2004 den homosexuellen Zivildienstleistenden Sven, der mit dem von Maximilian Brückner dargestellten Protagonisten Ecki eine Beziehung eingeht. Im November gleichen Jahres war er in Erhard Riedlspergers Fernsehzweiteiler Die Rosenzüchterin, der auf dem gleichnamigen Roman von Charlotte Link basiert, als junger Julien Lacroix an der Seite von Hannelore Elsner zu sehen. 2006 übernahm er neben Henry Hübchen in Sigi Rothemunds Kriminalfilm Commissario Laurenti – Gib jedem seinen eigenen Tod die Rolle des gewieften Wirtschaftlers Spartaco de Kopfersberg. 2009 verkörperte er als Hans Sattler gemeinsam mit Alexandra Neldel die Hauptrollen in dem dreiteiligen Fernsehfilm Die Rebellin. Ebenfalls 2009 war er an der Seite von Cristiana Capotondi als Elisabeth von Österreich-Ungarn in der männlichen Hauptrolle des österreichisch-ungarischen Kaisers Franz Joseph I. in Xaver Schwarzenbergers Fernsehzweiteiler Sisi zu sehen.
In dem 2011 mit einem „Bambi“ ausgezeichneten Fernseh-Zweiteiler Der Mann mit dem Fagott übernahm Rott die Hauptrolle des jungen österreichischen Sängers und Komponisten Udo Jürgens. In Florian Froschmayers Verwechslungskomödie Im Brautkleid meiner Schwester spielte er 2012 an der Seite von Alissa Jung die männliche Hauptrolle des Fußballprofis David Müller. Roland Suso Richter besetzte ihn 2014 für seinen Politthriller Die Spiegel-Affäre in der Rolle des Journalisten und SPD-Politikers Conrad Ahlers. Im gleichen Jahr spielte er im Fernsehkrimi Donna Leon – Reiches Erbe den jungen Staatsanwalt Salvatore Patta, den Sohn des von Michael Degen gespielten Vice-Questore Patta. 2015 übernahm er in Jörg Grünlers Fernsehmelodram Liebe am Fjord – Unterm Eis die Hauptrolle des Isak Nerhus, der nach langer Zeit wieder in seine norwegische Heimat zurückkehrt. Von Februar 2016 bis April 2016 spielte Rott an der Seite von Valerie Niehaus die durchgehende Hauptrolle des Kriminalhauptkommissars Mirko Kiefer in der ZDF-Krimiserie Die Spezialisten – Im Namen der Opfer. In der zehnteiligen RTL-Fernsehserie Bad Cop – kriminell gut verkörperte er 2017 mit der Rolle des Kriminellen Jan Starck, der das Leben seines toten Zwillingsbruders Jesko, der Polizist war, übernimmt, eine Doppelrolle. In der vierteiligen ARD-Fernsehreihe Väter allein zu Haus spielte Rott von 2019 bis 2021 als Lehrer Mark Lanius neben Peter Lohmeyer, Tim Oliver Schultz und Tobias van Dieken einen von vier überforderten Vätern aus Wuppertal.

## Filmografie

### Kino
- 2003: Ganz und gar
- 2004: Männer wie wir
- 2005: Playa del futuro
- 2008: Freche Mädchen
- 2013: Heute bin ich blond
- 2014: Rico, Oskar und die Tieferschatten
- 2018: Was uns nicht umbringt
- 2020: Im Nachtlicht
- 2023: Clara

### Fernsehen

#### Fernsehfilme
- 2004: Die Rosenzüchterin (Zweiteiler)
- 2006: Entführ’ mich, Liebling
- 2007: Paparazzo
- 2007: Das letzte Stück Himmel
- 2008: Werther
- 2009: Die Rebellin (Zweiteiler)
- 2009: Sisi (Zweiteiler)
- 2010: Die letzten 30 Jahre
- 2010: Kongo
- 2011: Familie macht glücklich
- 2011: Der Mann mit dem Fagott (Zweiteiler)
- 2012: Im Brautkleid meiner Schwester
- 2012: Der Teufel von Mailand
- 2013: Alles Chefsache!
- 2013: Blutgeld
- 2014: Ein Sommer in Ungarn
- 2014: Die Spiegel-Affäre
- 2014: Julia und der Offizier
- 2015: Unsichtbare Jahre
- 2015: Kleine große Stimme
- 2016: Die Kinder meines Bruders
- 2017: Arzt mit Nebenwirkung
- 2019: Balanceakt
- 2020: Der Alte und die Nervensäge
- 2022: Freundschaft auf den zweiten Blick
- 2023: Da hilft nur beten!
- 2024: Ein Zimmer für Papa

#### Fernsehserien und -reihen
- 2003: Tatort: Mietsache
- 2005–2006: Ein Fall für B.A.R.Z. (27 Folgen)
- 2006: Commissario Laurenti – Gib jedem seinen eigenen Tod
- 2008: Tatort: Schatten der Angst
- 2008: Tatort: Erntedank e. V.
- 2008: Polizeiruf 110: Wie ist die Welt so stille
- 2008: Tatort: Salzleiche
- 2009: Tatort: Das Gespenst
- 2010: Mit Herz und Handschellen (Folge 3x03 Todfeinde)
- 2011: Einsatz in Hamburg (Folge 1x14 Der Tod an der Elbe)
- 2012, 2021: SOKO Stuttgart (Folgen 3x24 Papakind, 13×08 Der letzte Akt)
- 2012: SOKO München (Folge 37x16 Hölle im Kopf)
- 2012: Der Kriminalist (Folge 7x04 Todgeweiht)
- 2013: Der letzte Bulle (Folge 4x02 Nagel ins Herz)
- 2013: Polizeiruf 110: Laufsteg in den Tod
- 2013: Heldt (Folge 1x02 Endlich frei!)
- 2013: Sekretärinnen – Überleben von 9 bis 5 (Folge 1x03 Einer von uns)
- 2014: Großstadtrevier (Folge 27x11 Am Abgrund)
- 2014: Donna Leon – Reiches Erbe
- 2014: Alarm für Cobra 11 – Die Autobahnpolizei (Folge 35x04 Lackschäden)
- 2014: Danni Lowinski (Folge 5x12 Am Arsch)
- 2015: Liebe am Fjord – Unterm Eis
- 2015: Ein starkes Team: Tödliche Verführung
- 2015: Nord Nord Mord – Clüvers Geheimnis
- 2015: Böser Wolf – Ein Taunuskrimi (Zweiteiler)
- 2016: Die Spezialisten – Im Namen der Opfer (10 Folgen)
- 2017: Bad Cop – kriminell gut (10 Folgen)
- 2018: Der Staatsanwalt (Folge 14x01 Tödlich Wohnen)
- 2018: Landkrimi – Steirerkind
- 2018: SOKO Leipzig (Folge 18x09 Der Fall Wendt)
- 2019–2021: Väter allein zu Haus (4 Folgen)
  - 2019: Gerd
  - 2019: Mark
  - 2021: Timo
  - 2021: Andreas
- 2020: In Wahrheit: Jagdfieber
- 2021: Lena Lorenz: Zerbrechliches Glück
- 2022: Blind ermittelt – Die nackte Kaiserin
- 2022: Ein starkes Team: Schulzeit
- 2022: Vienna Blood – Rendezvous mit dem Tod
- 2023: Der Zürich-Krimi: Borchert und die Spur der Diamanten
- 2024: Käthe und ich: Sommerliebe
- 2024: Marie Brand und die verfolgte Braut
- 2024: Tatort: Letzter Ausflug Schauinsland

## Hörspiele
- 2014: Ulrich Bassenge: Hugo, der Wolf – Regie: Ulrich Bassenge (Hörspiel – WDR)

## Auszeichnungen
- 2003: Max-Ophüls-Preis als „bester Nachwuchsdarsteller“ in Ganz und gar
- 2011: Bambi in der Kategorie „Publikums-Bambi“ in Der Mann mit dem Fagott (gemeinsam mit Ulrich Noethen und Christian Berkel)